# Oculus VR
Oculus er en amerikansk virksomhed ejet af Facebook. Oculus laver VR headsets til forbrugere og erhverv. Virksomheden blev grundlagt i 2012 og startede en kickstarter hvor de fik rejst $2,437,429 til deres første headset Oculus Rift. Oculus har lavet 5 VR headsets siden at de udgav deres første headset: Oculus Rift den 26 marts 2016.

## Headsets

### Oculus Rift
Oculus rift er Oculus første headset. Headsettet har været igennem mange forskellige designs, helt fra DK1(Development kit 1) Til CV1(Consumer Version 1, også den færdige version) Headsettet skal bruge en stærk PC til at køre spillene, som så sendes over i headsettet, det er også kaldt PCVR.
Headsettet startede med at koste 599$. Men senere kom den helt ned på 399$. Headsettet brugte eksterne sensorer til at beslutte hvor headsettet og dens controllere(oculus touch controllere) er. Det gjorde at man kunne spille med 6DOF (bevægelse og rotation) Headsettet er ikke tilgængeligt mere da det er erstattet af Oculus Rift S.

### Gear VR
Oculus og Samsung samarbejdede til at lave et Mobil VR headset. Gear VR er et headset hvor du kan putte din samsung mobil ind og opleve VR. Du kan se youtube, netflix eller spille små spil. Samsung telefoner har kun gyroskoper med 3DOF(Kun rotation) så man kan kun kigge rundt. Senere kom der også en controller til. Oplevelsen kan slet ikke måle sig med oplevelsen som man får med en PCVR oplevelse, men er en god starter, hvis man lige vil se hvad VR er.

### Oculus Go
Oculus Go er det andet headset udgivet af Oculus. Det blev udgivet den 1 maj 2018. Den store forskel fra Oculus Go og Oculus Rift er at Oculus Go er helt selvstændig, den skal ikke have en computer til at køre den (heller ikke en telefon som hos Gear VR), det hele foregår i headsettet. Den skal hellere ikke bruge nogle eksterne sensorer, den har i stedet et gyroskop hvilket betyder at den kun har 3DOF(Kun rotation). Headsettet har også en controller med som du kan bruge. Fordi at headsettet har en mobil processer og kun 3DOF(Kun rotation) er den ikke egnet til store Vr spil. Den er mest egnet til under holding (Fx YouTube og Netflix), surfe på internettet eller spille små Vr spil.

### Oculus Rift S
Oculus Rift S er Oculus andet PCVR headset. Det blev udgivet i Maj 2019 sammen med Oculus Quest. Den store forskel mellem Oculus Rift og Rift S er at oculus rift s ikke behøver eksterne sensore til 6DOF(bevægelse og rotation), men har alligevel 6DOF(bevægelse og rotation) pga. Oculus nye sensor system, Oculus Insight-out tracking. Headsettet har 5 kameraer rundt på headsettet som finder ud af hvor du er, hvordan bevæger dig og hvor din controllere er. Headsettet er et PCVR headset hvilket vil sige at det kræver en stærk computer at køre.

### Oculus Quest
Oculus Quest er Oculus Andet selvstændige headset. Det blev udgivet i maj 2019 sammen med Oculus Rift S. Selvom headsettet er selvstændigt kan de alligevel spille PCVR spil, fordi at den har Oculus insigth-out tracking (ligesom rift s) og den har en bedre mobil processer, det er stadig en mobil processer så spillene ser ikke så gode ud som på PCVR. Oculus Quest har 4 kameraer rundt om som den bruger til oculus insight-out tracking. Der følger to oculus touch controllere med, ligesom hos rift og rift s, så man kan spille VR med sit fulde potientiale.

### Oculus Quest 2
Oculus Quest 2 blev annonceret til Facebook Connect (Tidligere Oculus Connect) den 16. September 2020. Den bygger videre på Oculus Questen, med bedre hardware og software. Den køre nu en Snapdragon XR2 som er op til 2X bedre end den tidligere quests snapdragon 835 i grafik. Den har også mere RAM og lagerplads. Alt sammen i et mindre headset til en mindre pris. Den bruger Oculus Insight Tracking, hvor den bruger fire kameraer i headsettet til at finde ud af hvor headsettet og controllerne er, i 6DOF. Selv om den har bedre hardware vil den stadig kun kunne spille quest spil, dog nok i bedre kvalitet og højere FPS. Den vil også have adgang til hand tracking og Oculus Link.

### Oculus Link
Hvis man har en Oculus Quest eller Quest 2, kan man spille PCVR spil. Quest linjen er designet til kabelløs og computerløs spil. Men hvis man vil spille PCVR(Vr spil til PC) spil kan man også gøre det. Hvis man har et USB-C-kabel kan man forbinde den til ens PC og ens Quest og spille PC spil med Oculus, Steam mm. Den vil virke som en Rift, selvom det er en quest. Det kræver en stærk PC at køre spillene

## Sammenligning
Her kan du se forskellen på de forskellige headsets, du kan også se specifikationerne på hvert enkelt headset(Gear VR er ikke med fordi at det meste afhænger af telefonen)

| Model           | Oculus Rift                      | Oculus Go                | Oculus Rift S                        | Oculus Quest                     | Oculus Quest 2                        |
| --------------- | -------------------------------- | ------------------------ | ------------------------------------ | -------------------------------- | ------------------------------------- |
| Pris            | 449€                             | 159€ \| 219€             | 349€                                 | 449€ \| 549€                     | 349€ \| 449€                          |
| Skærm størrelse | 2 * 1080×1200                    | 1 * 2560×1440            | 1* 2560×1440                         | 2 * 1440×1660                    | 1 * 1832 * 3800 (1832 x 1920 per øje) |
| Skærm type      | LCD                              | LCD                      | LCD                                  | OLED                             | LCD                                   |
| Refresh rate    | 90hz                             | 60-72hz                  | 80hz                                 | 72hz                             | 90hz                                  |
| Butik           | Oculus Rift Store                | Oculus Go Store          | Oculus Rift Store                    | Oculus Quest Store               | Oculus Quest Store                    |
| Processer       | -                                | Snapdragon 821           | -                                    | Snapdragon 835                   | Snapdragon XR2                        |
| RAM             | -                                | 3 GB                     | -                                    | 4GB                              | 6GB                                   |
| Lagerplads      | -                                | 32GB \| 64GB             | -                                    | 64GB \| 128GB                    | 64GB \| 256GB                         |
| Vægt            | 470g                             | 470g                     | 570g                                 | 570g                             | 503g                                  |
| Controllere     | 2 * Oculus Touch Controller (V1) | 1 * Oculus Go Controller | 2 * Oculus Touch Controller (V2)     | 2 * Oculus Touch Controller (V2) | 2 * Oculus Touch Controller (V3)      |
| Batterilevetid  | -                                | 2-3 timer                | -                                    | 2-3 timer                        | 2-3 timer                             |
| Tilgængelighed  | Udgået                           | Udgået                   | Tilgængelig (Udgår til foråret 2021) | Udgået                           | Tilgængelig                           |
| Udgivelsesdato  | 28. marts 2016                   | 1. maj 2018              | 21. maj 2019                         | 21. maj 2019                     | 13. oktober 2020                      |

## Ekslusive Oculus Spil
Oculus laver ikke bare headsets, de støtter og ejer også spil firmaer. Oculus har en række spil som kun kan spilles på oculus platformen. Dog kan andre headsets godt spille dem med tredje parts software.
Hernede er en liste med alle Oculus eksklusive spil:
-Robo Recall
-Lone Echo
-Echo VR
-The Climb
-Marvel Powers United VR Arkiveret 19. april 2020 hos  Wayback Machine
-From Other Suns
-ARKTIKA.1
-The Unspoken
-Wilsons Heart
-Brass Tactics